# Urbano Bertoldi
Urbano Bertoldi é um político brasileiro.
Nas eleições gerais no Brasil em 1962 foi candidato a deputado estadual para a Assembleia Legislativa de Santa Catarina pelo Partido Democrata Cristão (PDC), obtendo 2.845 votos, ficou na posição de primeiro suplente e foi convocado para a 5ª Legislatura (1963-1967).